# Křenůvky
Křenůvky je vesnice, část obce Myslejovice v okrese Prostějov. Nachází se asi 1,5 km na severozápad od Myslejovic. V roce 2009 zde bylo evidováno 130 adres. V roce 2001 zde trvale žilo 149 obyvatel.
Křenůvky je také název katastrálního území o rozloze 1,94 km2. Od 1. ledna 2016 bylo ke Křenůvkám v důsledku zmenšení vojenského újezdu Březina přičleněno i malé katastrální území Ostatky u Křenůvek.

## Historie
První zmínka o Křenůvkách je z roku 1386 jako o Křenovicích. Záznam se týká odprodeje Křenovic i Dětkovic Štěpánem z Holštýn-Vranova, a to bratřím Mysliboru a Maršovi z Radověsic. Druhý jmenovaný Křenovice roku 1390 prodal Petru z Kravař, pánu plumlovskému. Podle Popisu okresního hejtmanství prostějovského, sepsaného panem Františkem Faktorem z roku 1898, měly Křenůvky v daném roce 47 domů a 242 obyvatel a příslušely k faře myslejovské, což ostatně platí dodnes. Na zvonici na návsi byly v té době dva zvony, jeden nesl nápis „Hawel Kaniak Krzenuwki anno 1739“ a ten druhý „A Leopoldo Franscisco Stanke Olomoucii refusa 1843“. Zvony už v obci nejsou, pravděpodobně byly odstraněny během přítomnosti německé armády za druhé světové války.

## Obyvatelstvo

### Struktura
Vývoj počtu obyvatel za celou obec i za jeho jednotlivé části uvádí tabulka níže, ve které se zobrazuje i příslušnost jednotlivých částí k obci či následné odtržení.
| Místní části   | Místní části  | 1869 | 1880 | 1890 | 1900 | 1910 | 1921 | 1930 | 1950 | 1961 | 1970 | 1980 | 1991 | 2001 | 2011 |
| -------------- | ------------- | ---- | ---- | ---- | ---- | ---- | ---- | ---- | ---- | ---- | ---- | ---- | ---- | ---- | ---- |
| Počet obyvatel | část Křenůvky | 233  | 244  | 242  | 240  | 240  | 243  | 277  | 256  | 228  | 211  | 178  | 150  | 149  | 173  |
| Počet domů     | část Křenůvky | 40   | 46   | 47   | 50   | 50   | 53   | 58   | 103  | .    | 67   | 59   | 69   | 74   | 78   |

## Přírodní poměry
Obcí protéká potok Brodečka, který se v jižní části stéká s Křenůveckým potokem.
Na západ od obce se rozprostírají lesy vojenského újezdu Březina.

## Fotogalerie

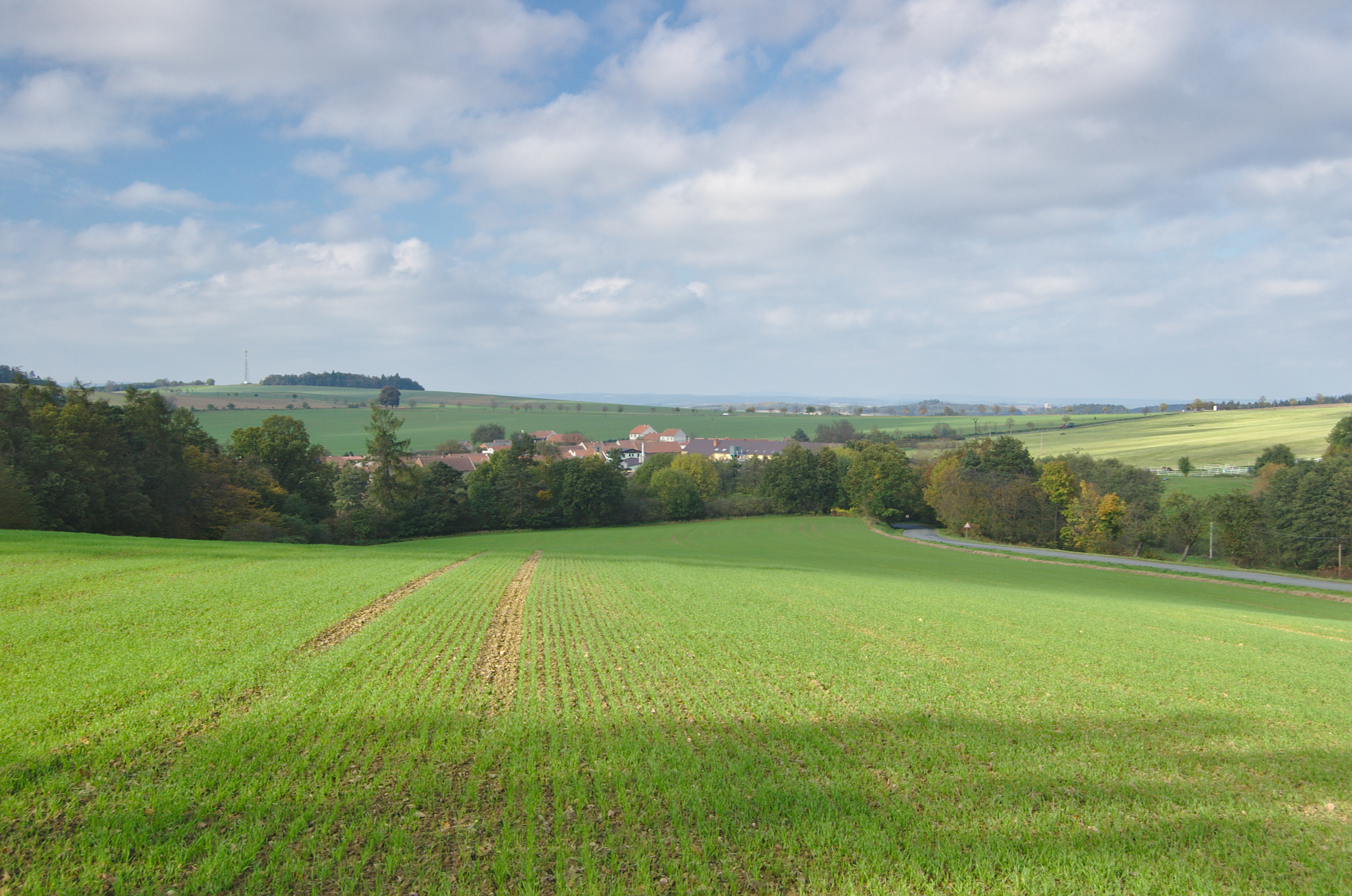
Pohled na obec od jihu
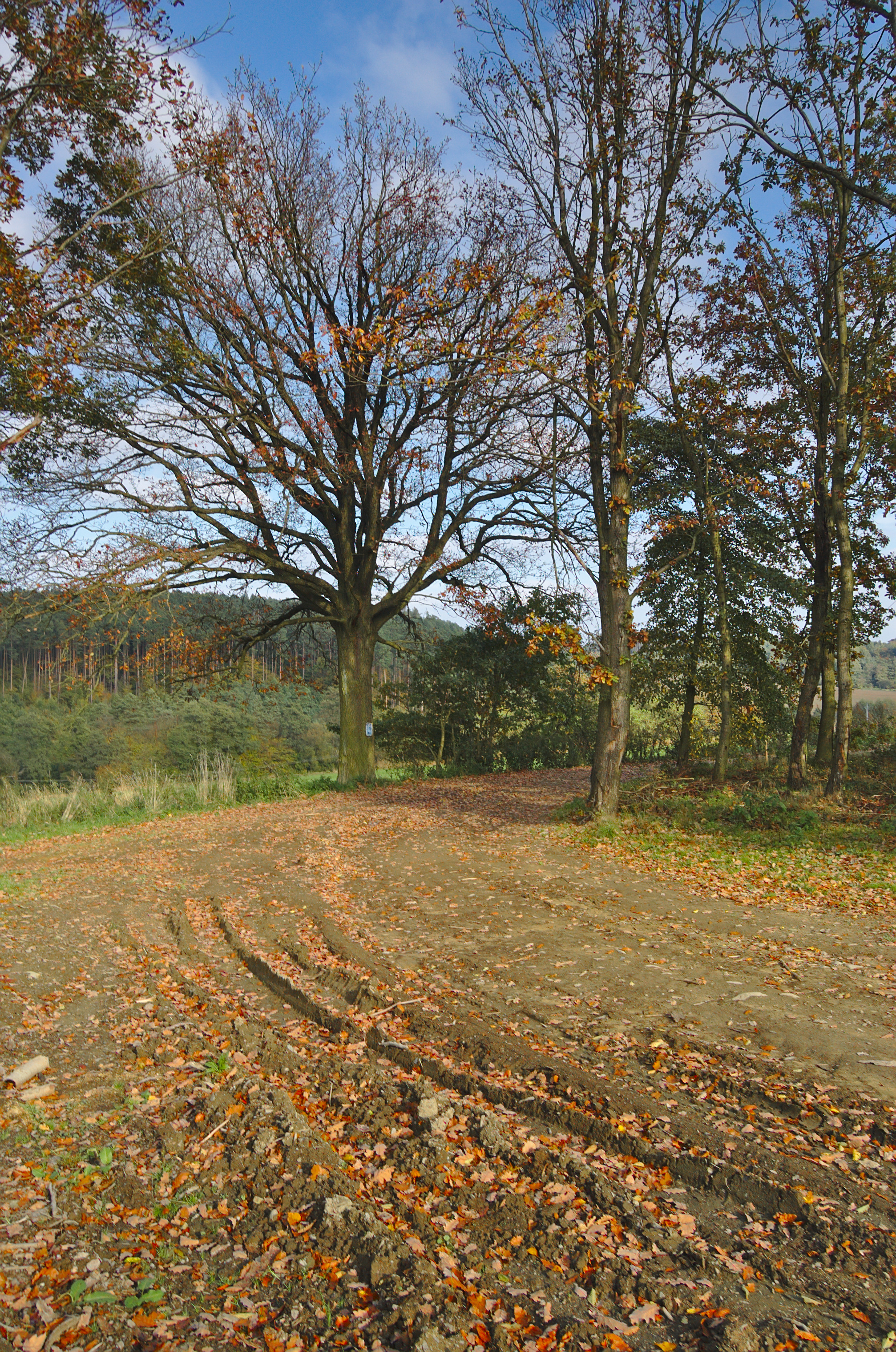
Strom se svatým obrázkem u polní cesty mezi obcemi Křenůvky a Myslejovice